# Polietina pruinosa
Polietina pruinosa är en tvåvingeart som först beskrevs av Macquart 1846.  Polietina pruinosa ingår i släktet Polietina och familjen husflugor. Inga underarter finns listade i Catalogue of Life.